# Neato
Neato là một chi nhện trong họ Gallieniellidae.